# Dinastia Ayyubidă
Dinastia Aiubidă (arabă: الأيوبيون‎) a fost o dinastie musulmană de origine kurdă, fondată de Saladin și având centrul în Egipt. Dinastia a stăpânit Orientul Mijlociu  în timpul secolului al XII-lea și al XIII-lea. Familia Aiubidă, în timpul fraților Najm ad-Din Ayyub și Asad ad-Din Șirkuh, a servit ca soldați ai dinastiei Zengid (Zangid). În 1174, Saladin s-a autoproclamat sultan după moartea lui Nur ad-Din Zangi. În următoarele decenii, dinastia Aiubidă a cucerit mai multe regiuni și în 1183 stăpânea Egiptul, Siria, nordul Mesopotamiei, Hijazul, Yemenul și coasta Africii de Nord până la granițele Tunisiei moderne. Cea mai mare parte a Regatului de la Ierusalim și a teritoriilor din jurul râului Iordan au ajuns sub conducerea dinastiei Aiubide după ce Saladin a câștigat Bătălia de la Hattin, în 1187. Totuși, cruciații au recâștigat controlul asupra coastei Palestinei în anii 1190.

## Conducători
În Egipt:
- Saladin (Salah al-Din Yusuf) (n. 1138 - încoronat. 1171/4 - d. 1193).
- al-Aziz Utman (1171-1193-1198), fiul lui Saladin, proclamat Sultan în Egipt.
- Abu Bakr Malik al-Adil I. (1145-1198-1218). Fratele lui Saladin.
- Malik al-Kamil (1180-1218-1238). Fiul lui al-Adil.
- al-Salih Ayyub (?-1238-1249). Fiul lui al-Kamil.
- Turan Șah (?-1249-1250). Fiul lui al-Ayyub.

În Siria:
- Saladin (Salah al-Din Yusuf)
- al-Afdal (?-1193-1196), Fiul lui Saladin, se proclamă sultan al Siriei, ceea ce duce la un război civil cu fratele său al-Aziz Uthman în perioada 1193 - 1196.
- al-Adil al II-lea (?-1238-?), Fiul lui al-Kamil, se proclamă sultan al Siriei, ceea ce duce la un război civil cu fratele său al-Salih Ayyub.